# 小倉肇 (国語学者)
小倉 肇（おぐら はじめ、1947年1月6日-）は、日本の国語学者、関西学院大学教授。

## 人物
東京生まれ。國學院大學文学部国文科卒、1973年同大学院文学研究科博士課程退学、弘前大学教育学部助教授、教授、関西学院大学文学部教授。日本語音韻史、日本漢字音（呉音）の研究に携わる。1994年「日本呉音の研究」で國學院大學文学博士。 

## 編著書
- 『津軽方言地図』編 津軽書房 1988
- 『日本呉音の研究』全4巻 新典社研究叢書 1995
- 『日本語音韻史論考』和泉書院 2011 ISBN 978-4-7576-0595-4
- 『日本呉音の研究』全6巻 和泉書院 2014

## 参考
- 『現代日本人名録』2002年